# Tally Hall (gruppo musicale)
I Tally Hall sono un gruppo musicale statunitense formatosi ad Ann Arbor nel dicembre 2002. La band è riconosciuta per le sue melodie orecchiabili e i suoi testi stravaganti. I membri originariamente descrivevano il loro genere come "rock stravagante" (wonky rock), tuttavia in seguito hanno redefinito il loro genere come "fabloo", in un tentativo di non lasciare che la propria musica fosse definita da un genere specifico dal momento che la gente aveva cominciato a delineare le caratteristiche del "rock stravagante."
La band è composta da cinque membri, ognuno dei quali si distingue dal colore della propria cravatta: il chitarrista Rob Cantor (cravatta gialla), il chitarrista Joe Hawley (cravatta rossa), il batterista Ross Federman (cravatta grigia), il tastierista Andrew Horowitz (cravatta verde) e il bassista Zubin Sedghi (cravatta blu). Ogni membro ha inoltre assunto il ruolo di cantante.
Dopo aver lavorato per l'etichetta discografica Atlantic Records, i Tally Hall hanno firmato un nuovo contratto con l'etichetta indipendente Quack!Media, che in passato aveva aiutato a finanziare e distribuire nazionalmente 
il loro primo album in studio Marvin's Marvelous Mechanical Museum. Hanno rilasciato il loro secondo album in studio, Good & Evil, il 21 giugno 2011.
I Tally Hall hanno inoltre interpretato tutte le canzoni in Happy Monster Band, una serie TV per bambini andata in onda su Playhouse Disney.

## Formazione
Attuale
- Rob Cantor: - chitarra, voce, percussioni
- Joe Hawley : - chitarra, voce, percussioni
- Zubin Sedghi - basso, voce
- Andrew Horowitz - tastiere, percussioni, voce
- Ross Federman - batteria, voce

Turnisti
- Casey Shea - chitarra, voce, percussioni (in sostituzione di Joe Hawley durante il Tally Hall's tour with Jukebox the Ghost and Skybox, marzo 2010)
- Bora Karaca - tastiere, fisarmonica, fischio, chitarra acustica, percussioni

Ex-membri
- Steve Gallagher - batteria

## Discografia

### Album in studio
- Marvin's Marvelous Mechanical Museum (2005) (ri-rilasciato nel 2008 da Atlantic Records)
- Good & Evil (2011)

### EP
- Party Boobytrap (2003)
- Welcome To Tally Hall EP (2004)
- The Pingry EP (2005)

### Raccolte
- Complete Demos (2004)
- Admittedly Incomplete Demos (2015)

### Singoli
- "Just a Friend" (2006)
- "Light & Night" (2009)